# Primera División de España 1990-91

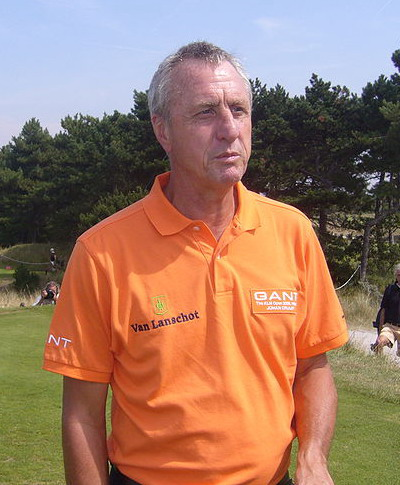
Con Cruyff en el banquillo el Barcelona inició la racha más triunfal de su historia hasta aquel momento.

La temporada 1990/91 de la Primera División de España de fútbol corresponde a la 60.ª edición del campeonato. Se disputó del 1 de septiembre de 1990 al 9 de junio de 1991. 
Tras cinco títulos consecutivos del Real Madrid, esta temporada se proclamó campeón el F. C. Barcelona. El club catalán, bajo la dirección de Johan Cruyff inició con este título la mejor racha triunfal de su historia, con cuatro campeonatos consecutivos.

## Clubes participantes
Esta temporada supuso el debut del Real Burgos, equipo continuador del Burgos CF.
| Equipo                       | Ciudad                 | Estadio                   |
| ---------------------------- | ---------------------- | ------------------------- |
| Athletic Club                | Bilbao                 | San Mamés                 |
| Club Atlético de Madrid      | Madrid                 | Vicente Calderón          |
| Fútbol Club Barcelona        | Barcelona              | Camp Nou                  |
| Real Betis Balompié          | Sevilla                | Benito Villamarín         |
| Real Burgos Club de Fútbol   | Burgos                 | El Plantío                |
| Cádiz Club de Fútbol         | Cádiz                  | Ramón de Carranza         |
| Club Deportivo Castellón     | Castellón              | Nou Castalia              |
| Real Club Deportivo Español  | Barcelona              | Sarrià                    |
| Club Deportivo Logroñés      | Logroño                | Las Gaunas                |
| Real Club Deportivo Mallorca | Palma de Mallorca      | Lluís Sitjar              |
| Club Atlético Osasuna        | Pamplona               | El Sadar                  |
| Real Madrid Club de Fútbol   | Madrid                 | Santiago Bernabeu         |
| Real Oviedo Club de Fútbol   | Oviedo                 | Carlos Tartiere           |
| Real Sociedad de Fútbol      | San Sebastián          | Atocha                    |
| Sevilla Fútbol Club          | Sevilla                | Ramón Sánchez Pizjuán     |
| Real Sporting de Gijón       | Gijón                  | El Molinón                |
| Club Deportivo Tenerife      | Santa Cruz de Tenerife | Heliodoro Rodríguez López |
| Valencia Club de Fútbol      | Valencia               | Mestalla                  |
| Real Valladolid Deportivo    | Valladolid             | Nuevo José Zorrilla       |
| Real Zaragoza Club Deportivo | Zaragoza               | La Romareda               |

## Sistema de competición
La Primera División de España 1990/91 fue organizada por la Liga Nacional de Fútbol Profesional (LFP).
Como en temporadas precedentes, constaba de un grupo único integrado por veinte clubes de toda la geografía española. Siguiendo un sistema de liga, los veinte equipos se enfrentaron todos contra todos en dos ocasiones -una en campo propio y otra en campo contrario- sumando un total de 38 jornadas. El orden de los encuentros se decidió por sorteo antes de empezar la competición.
La clasificación final se estableció con arreglo a los puntos obtenidos en cada enfrentamiento, a razón de dos por partido ganado, uno por empatado y ninguno en caso de derrota. Los mecanismos para desempatar la clasificación, si al finalizar el campeonato dos equipos igualaban a puntos, fueron los siguientes:
1. El que tuviera una mayor diferencia entre goles a favor y en contra en los enfrentamientos entre ambos.
2. Si persiste el empate, el que tuviera la mayor la diferencia de goles a favor y en contra en todos los encuentros del campeonato.

En caso de empate a puntos entre tres o más clubes, los sucesivos mecanismos de desempate previstos por el reglamento fueron los siguientes: 
1. La mejor puntuación de la que a cada uno corresponda a tenor de los resultados de los partidos jugados entre sí por los clubes implicados.
2. La mayor diferencia de goles a favor y en contra, considerando únicamente los partidos jugados entre sí por los clubes implicados.
3. La mayor diferencia de goles a favor y en contra teniendo en cuenta todos los encuentros del campeonato.
4. El mayor número de goles a favor teniendo en cuenta todos los encuentros del campeonato.

### Efectos de la clasificación
El equipo que más puntos sumó al final del campeonato fue proclamado campeón de liga y obtuvo el derecho automático a participar en la siguiente edición de la Copa de Europa. Por su parte, el campeón de la Copa del Rey participó en la Recopa de Europa. Los cuatro equipos mejor calificados, al margen de los clasificados para la Copa de Europa y la Recopa, obtuvieron una plaza para la próxima edición de la Copa de la UEFA.
Los dos últimos equipos descendieron a Segunda División, siendo reemplazados la próxima temporada por el campeón y el subcampeón de la categoría de plata. Por su parte, los clasificados en los puestos 17.º y 18.º disputaron una promoción de permanencia con el tercer y cuarto clasificado de la Segunda.

## Clasificación

### Clasificación final
| Pos. | Equipo             | Pts. | PJ | G  | E  | P  | GF | GC | Dif. | Clasificación 1991-92                          |
| ---- | ------------------ | ---- | -- | -- | -- | -- | -- | -- | ---- | ---------------------------------------------- |
| 1    | Barcelona (C)      | 57   | 38 | 25 | 7  | 6  | 74 | 33 | +41  | Dieciseisavos de final de la Copa de Campeones |
| 2    | Atlético de Madrid | 47   | 38 | 17 | 13 | 8  | 52 | 28 | +24  | Dieciseisavos de final de la Recopa de Europa  |
| 3    | Real Madrid        | 46   | 38 | 20 | 6  | 12 | 63 | 37 | +26  | Treintaidosavos de final de la Copa de la UEFA |
| 4    | Osasuna            | 45   | 38 | 15 | 15 | 8  | 43 | 34 | +9   | Treintaidosavos de final de la Copa de la UEFA |
| 5    | Sporting de Gijón  | 44   | 38 | 16 | 12 | 10 | 50 | 37 | +13  | Treintaidosavos de final de la Copa de la UEFA |
| 6    | Real Oviedo        | 42   | 38 | 13 | 16 | 9  | 36 | 35 | +1   | Treintaidosavos de final de la Copa de la UEFA |
| 7    | Valencia           | 40   | 38 | 15 | 10 | 13 | 44 | 40 | +4   |                                                |
| 8    | Sevilla            | 38   | 38 | 15 | 8  | 15 | 45 | 47 | −2   |                                                |
| 9    | Real Valladolid    | 37   | 38 | 12 | 13 | 13 | 38 | 40 | −2   |                                                |
| 10   | Logroñés           | 37   | 38 | 13 | 11 | 14 | 28 | 35 | −7   |                                                |
| 11   | Real Burgos        | 37   | 38 | 10 | 17 | 11 | 32 | 27 | +5   |                                                |
| 12   | Athletic Club      | 36   | 38 | 15 | 6  | 17 | 41 | 50 | −9   |                                                |
| 13   | Real Sociedad      | 36   | 38 | 11 | 14 | 13 | 39 | 45 | −6   |                                                |
| 14   | Tenerife           | 35   | 38 | 14 | 7  | 17 | 37 | 53 | −16  |                                                |
| 15   | Mallorca           | 34   | 38 | 9  | 16 | 13 | 32 | 40 | −8   |                                                |
| 16   | Espanyol           | 34   | 38 | 12 | 10 | 16 | 39 | 47 | −8   |                                                |
| 17   | Real Zaragoza      | 33   | 38 | 11 | 11 | 16 | 36 | 40 | −4   | Promoción por la permanencia                   |
| 18   | Cádiz              | 29   | 38 | 7  | 15 | 16 | 29 | 41 | −12  | Promoción por la permanencia                   |
| 19   | Castellón (D)      | 28   | 38 | 8  | 12 | 18 | 27 | 48 | −21  | Descenso de categoría                          |
| 20   | Real Betis (D)     | 25   | 38 | 6  | 13 | 19 | 37 | 65 | −28  | Descenso de categoría                          |

 Fuente: Clasificación Primera División 1990-91

### Evolución de la clasificación
| Equipo / Jornada | 1  | 2  | 3  | 4  | 5  | 6  | 7  | 8  | 9  | 10 | 11 | 12 | 13 | 14 | 15 | 16 | 17 | 18 | 19 | 20 | 21 | 22 | 23 | 24 | 25 | 26 | 27 | 28 | 29 | 30 | 31 | 32 | 33 | 34 | 35 | 36 | 37 | 38 |
| Equipo / Jornada |    |    |    |    |    |    |    |    |    |    |    |    |    |    |    |    |    |    |    |    |    |    |    |    |    |    |    |    |    |    |    |    |    |    |    |    |    |    |
| ---------------- | -- | -- | -- | -- | -- | -- | -- | -- | -- | -- | -- | -- | -- | -- | -- | -- | -- | -- | -- | -- | -- | -- | -- | -- | -- | -- | -- | -- | -- | -- | -- | -- | -- | -- | -- | -- | -- | -- |
| Barcelona        | 6  | 1  | 1  | 1  | 1  | 1  | 1  | 1  | 1  | 1  | 1  | 1  | 1  | 1  | 1  | 1  | 1  | 1  | 1  | 1  | 1  | 1  | 1  | 1  | 1  | 1  | 1  | 1  | 1  | 1  | 1  | 1  | 1  | 1  | 1  | 1  | 1  | 1  |
| Atlético         | 9  | 6  | 7  | 7  | 9  | 9  | 5  | 7  | 5  | 5  | 4  | 6  | 6  | 4  | 2  | 2  | 2  | 2  | 2  | 2  | 2  | 2  | 2  | 2  | 2  | 2  | 2  | 2  | 2  | 2  | 2  | 2  | 2  | 2  | 2  | 2  | 2  | 2  |
| R. Madrid        | 2  | 13 | 5  | 3  | 2  | 2  | 3  | 3  | 4  | 4  | 6  | 4  | 3  | 3  | 4  | 5  | 4  | 6  | 6  | 5  | 4  | 4  | 4  | 4  | 4  | 6  | 5  | 7  | 9  | 8  | 5  | 4  | 4  | 4  | 4  | 4  | 3  | 3  |
| Osasuna          | 12 | 3  | 9  | 5  | 3  | 4  | 4  | 6  | 6  | 6  | 5  | 5  | 4  | 5  | 6  | 3  | 3  | 3  | 3  | 3  | 3  | 3  | 3  | 3  | 3  | 3  | 3  | 3  | 3  | 3  | 3  | 3  | 3  | 3  | 3  | 3  | 4  | 4  |
| Sporting         | 7  | 2  | 2  | 2  | 5  | 5  | 7  | 10 | 8  | 10 | 9  | 14 | 11 | 13 | 11 | 11 | 13 | 11 | 11 | 8  | 8  | 7  | 6  | 6  | 7  | 8  | 6  | 8  | 5  | 5  | 4  | 5  | 5  | 5  | 5  | 5  | 5  | 5  |
| Oviedo           | 13 | 11 | 6  | 11 | 7  | 10 | 15 | 14 | 17 | 14 | 13 | 9  | 9  | 10 | 9  | 9  | 8  | 7  | 7  | 9  | 7  | 6  | 7  | 9  | 9  | 9  | 9  | 6  | 7  | 4  | 6  | 6  | 7  | 7  | 6  | 6  | 7  | 6  |
| Valencia         | 10 | 18 | 11 | 16 | 11 | 16 | 11 | 12 | 15 | 18 | 17 | 15 | 14 | 11 | 13 | 12 | 10 | 9  | 8  | 11 | 12 | 9  | 8  | 7  | 5  | 4  | 7  | 9  | 8  | 9  | 7  | 9  | 9  | 8  | 7  | 7  | 6  | 7  |
| Sevilla          | 14 | 4  | 15 | 8  | 4  | 3  | 2  | 2  | 2  | 2  | 2  | 3  | 5  | 6  | 5  | 7  | 5  | 5  | 4  | 4  | 5  | 5  | 5  | 5  | 6  | 5  | 8  | 5  | 6  | 6  | 9  | 7  | 6  | 6  | 8  | 8  | 8  | 8  |
| Valladolid       | 11 | 19 | 17 | 18 | 18 | 19 | 17 | 16 | 14 | 15 | 16 | 18 | 18 | 18 | 18 | 17 | 16 | 12 | 10 | 14 | 13 | 14 | 16 | 17 | 14 | 14 | 14 | 15 | 14 | 13 | 11 | 13 | 12 | 12 | 13 | 9  | 11 | 9  |
| Logroñés         | 15 | 9  | 10 | 17 | 12 | 7  | 6  | 4  | 3  | 3  | 3  | 2  | 2  | 2  | 3  | 4  | 6  | 4  | 5  | 6  | 6  | 8  | 9  | 8  | 8  | 7  | 4  | 4  | 4  | 7  | 8  | 8  | 8  | 9  | 11 | 12 | 13 | 10 |
| Burgos           | 3  | 8  | 3  | 9  | 13 | 13 | 9  | 8  | 7  | 7  | 7  | 7  | 7  | 7  | 8  | 8  | 9  | 10 | 14 | 13 | 10 | 11 | 10 | 10 | 11 | 11 | 11 | 11 | 11 | 15 | 13 | 10 | 11 | 10 | 9  | 11 | 10 | 11 |
| Athletic         | 20 | 10 | 4  | 10 | 6  | 12 | 12 | 15 | 12 | 13 | 8  | 8  | 8  | 9  | 7  | 6  | 7  | 8  | 9  | 7  | 9  | 10 | 11 | 14 | 16 | 17 | 15 | 17 | 15 | 14 | 12 | 11 | 10 | 11 | 12 | 13 | 9  | 12 |
| R.Sociedad       | 4  | 7  | 13 | 6  | 10 | 11 | 14 | 9  | 11 | 9  | 12 | 16 | 16 | 14 | 16 | 16 | 17 | 17 | 17 | 16 | 17 | 15 | 15 | 11 | 10 | 10 | 10 | 10 | 10 | 10 | 14 | 14 | 14 | 13 | 10 | 10 | 12 | 13 |
| Tenerife         | 5  | 12 | 12 | 13 | 17 | 17 | 19 | 17 | 19 | 17 | 14 | 17 | 17 | 17 | 17 | 18 | 18 | 18 | 18 | 18 | 18 | 18 | 18 | 18 | 18 | 18 | 16 | 12 | 12 | 11 | 10 | 12 | 13 | 15 | 15 | 14 | 14 | 14 |
| Mallorca         | 1  | 5  | 14 | 4  | 8  | 6  | 13 | 13 | 16 | 16 | 18 | 13 | 15 | 15 | 15 | 15 | 14 | 16 | 15 | 12 | 14 | 13 | 14 | 16 | 15 | 16 | 18 | 18 | 18 | 17 | 16 | 17 | 16 | 16 | 17 | 17 | 16 | 15 |
| Español          | 16 | 17 | 8  | 15 | 16 | 15 | 10 | 11 | 10 | 11 | 10 | 10 | 10 | 8  | 10 | 10 | 12 | 15 | 16 | 17 | 16 | 16 | 13 | 13 | 12 | 12 | 13 | 14 | 13 | 12 | 15 | 15 | 15 | 14 | 14 | 16 | 17 | 16 |
| Zaragoza         | 17 | 20 | 20 | 20 | 19 | 18 | 18 | 19 | 13 | 12 | 15 | 11 | 13 | 16 | 14 | 14 | 15 | 13 | 12 | 10 | 11 | 12 | 12 | 12 | 13 | 13 | 12 | 13 | 16 | 16 | 17 | 16 | 17 | 17 | 16 | 15 | 15 | 17 |
| Cádiz            | 18 | 15 | 16 | 12 | 15 | 14 | 16 | 18 | 18 | 19 | 19 | 19 | 19 | 19 | 20 | 20 | 20 | 20 | 20 | 20 | 20 | 19 | 19 | 19 | 19 | 19 | 19 | 19 | 20 | 20 | 19 | 19 | 19 | 18 | 19 | 19 | 19 | 18 |
| Castellón        | 19 | 16 | 19 | 14 | 14 | 8  | 8  | 5  | 9  | 8  | 11 | 12 | 12 | 12 | 12 | 13 | 11 | 14 | 13 | 15 | 15 | 17 | 17 | 15 | 17 | 15 | 17 | 16 | 17 | 18 | 18 | 18 | 18 | 19 | 18 | 18 | 18 | 19 |
| Betis            | 8  | 14 | 18 | 19 | 20 | 20 | 20 | 20 | 20 | 20 | 20 | 20 | 20 | 20 | 19 | 19 | 19 | 19 | 19 | 19 | 19 | 20 | 20 | 20 | 20 | 20 | 20 | 20 | 19 | 19 | 20 | 20 | 20 | 20 | 20 | 20 | 20 | 20 |

### Promoción de permanencia
| Ida:      |     |          |
| Murcia    | 0-0 | Zaragoza |
| CD Málaga | 1-0 | Cádiz CF |

| Vuelta:  |     |           |                           |
| Zaragoza | 5-2 | Murcia    | Global:5-2                |
| Cádiz CF | 1-0 | CD Málaga | Global:1-1 // Penales:5-4 |

## Resultados
| Local \ Visitante  | ATH | ATM | BAR | BET | CAD | CAS | ESP | LOG | MLL | OSA | OVI | RBU | RMA | RSO | SEV | SPO | TEN | VAL | VLD | ZAR |
| ------------------ | --- | --- | --- | --- | --- | --- | --- | --- | --- | --- | --- | --- | --- | --- | --- | --- | --- | --- | --- | --- |
| Athletic Club      | —   | 2–1 | 0–6 | 4–0 | 1–0 | 1–1 | 1–1 | 1–1 | 2–0 | 2–0 | 2–1 | 2–1 | 1–0 | 2–1 | 2–0 | 1–2 | 2–0 | 0–2 | 0–1 | 2–0 |
| Atlético de Madrid | 2–0 | —   | 2–1 | 2–1 | 0–0 | 3–1 | 4–0 | 3–0 | 0–1 | 2–2 | 0–0 | 0–0 | 0–3 | 4–0 | 1–0 | 3–1 | 1–1 | 2–0 | 2–0 | 4–0 |
| F. C. Barcelona    | 4–1 | 1–1 | —   | 4–2 | 2–0 | 6–0 | 5–2 | 2–1 | 2–1 | 2–0 | 0–0 | 0–0 | 2–1 | 1–3 | 3–0 | 3–2 | 1–0 | 3–1 | 1–0 | 2–1 |
| Real Betis         | 1–0 | 0–0 | 2–3 | —   | 3–0 | 1–0 | 1–2 | 3–2 | 2–2 | 0–1 | 1–1 | 0–0 | 1–3 | 1–1 | 0–3 | 2–2 | 1–1 | 2–2 | 0–0 | 1–1 |
| Cádiz C. F.        | 2–3 | 0–1 | 4–0 | 1–2 | —   | 0–0 | 0–0 | 2–0 | 1–0 | 1–1 | 2–1 | 0–0 | 1–0 | 1–1 | 2–1 | 1–1 | 1–2 | 0–0 | 0–0 | 2–1 |
| C. D. Castellón    | 2–0 | 0–0 | 0–1 | 3–1 | 2–0 | —   | 1–1 | 0–0 | 0–1 | 1–0 | 1–0 | 0–0 | 0–3 | 1–1 | 0–0 | 3–2 | 5–1 | 0–2 | 4–2 | 0–0 |
| R. C. D. Español   | 1–2 | 3–1 | 0–1 | 2–2 | 2–1 | 1–0 | —   | 0–1 | 3–0 | 0–1 | 5–0 | 1–0 | 3–1 | 1–0 | 4–0 | 0–2 | 1–0 | 0–0 | 2–0 | 0–0 |
| C. D. Logroñés     | 1–1 | 0–1 | 0–2 | 1–0 | 1–1 | 2–1 | 1–0 | —   | 1–2 | 2–0 | 1–0 | 0–0 | 1–0 | 0–0 | 2–1 | 1–2 | 1–0 | 1–0 | 1–2 | 1–1 |
| R. C. D. Mallorca  | 0–0 | 1–0 | 1–1 | 1–0 | 0–0 | 0–0 | 4–0 | 2–0 | —   | 1–1 | 1–1 | 0–0 | 1–1 | 2–1 | 1–1 | 1–1 | 0–1 | 0–1 | 0–0 | 3–2 |
| C. A. Osasuna      | 1–0 | 0–3 | 0–0 | 3–0 | 1–1 | 2–0 | 1–0 | 1–1 | 1–0 | —   | 0–0 | 1–0 | 3–3 | 3–1 | 1–0 | 2–1 | 3–1 | 0–2 | 2–1 | 1–0 |
| Real Oviedo C. F.  | 1–1 | 3–0 | 1–0 | 1–0 | 1–1 | 3–0 | 4–1 | 0–0 | 1–0 | 0–0 | —   | 1–1 | 0–0 | 2–1 | 0–0 | 0–0 | 3–1 | 2–1 | 1–0 | 2–1 |
| Real Burgos C. F.  | 2–1 | 1–1 | 1–3 | 1–2 | 1–0 | 4–0 | 0–0 | 1–2 | 1–1 | 1–1 | 4–0 | —   | 2–1 | 2–0 | 1–1 | 1–1 | 2–0 | 0–0 | 0–1 | 0–1 |
| Real Madrid C. F.  | 4–1 | 0–3 | 1–0 | 3–0 | 2–1 | 1–0 | 2–1 | 0–0 | 3–0 | 0–4 | 1–1 | 0–1 | —   | 2–3 | 7–0 | 2–1 | 3–0 | 4–0 | 1–0 | 2–0 |
| Real Sociedad      | 0–1 | 2–1 | 1–1 | 1–0 | 0–0 | 1–1 | 0–0 | 2–0 | 0–0 | 1–1 | 3–1 | 3–1 | 1–1 | —   | 1–1 | 1–0 | 1–3 | 1–0 | 1–1 | 1–0 |
| Sevilla F. C.      | 3–0 | 1–1 | 0–1 | 3–2 | 2–1 | 3–0 | 1–1 | 1–0 | 1–0 | 2–1 | 3–0 | 1–2 | 2–0 | 1–0 | —   | 1–0 | 2–2 | 2–1 | 1–0 | 1–2 |
| Sporting de Gijón  | 3–1 | 1–2 | 1–0 | 4–0 | 3–1 | 1–0 | 3–0 | 1–0 | 1–1 | 1–1 | 0–0 | 0–0 | 0–2 | 2–1 | 2–0 | —   | 2–1 | 1–1 | 4–0 | 1–0 |
| C. D. Tenerife     | 1–0 | 0–0 | 0–1 | 1–1 | 1–0 | 1–0 | 2–0 | 2–0 | 2–1 | 2–1 | 1–2 | 1–0 | 0–1 | 2–0 | 0–4 | 0–0 | —   | 1–1 | 1–0 | 0–2 |
| Valencia C. F.     | 2–1 | 1–1 | 2–2 | 3–1 | 2–1 | 1–0 | 2–0 | 0–1 | 1–0 | 1–1 | 1–1 | 0–1 | 2–1 | 0–1 | 2–1 | 0–1 | 4–2 | —   | 2–0 | 2–0 |
| Real Valladolid    | 1–0 | 0–0 | 1–5 | 1–1 | 0–0 | 0–0 | 2–0 | 0–0 | 5–1 | 1–1 | 1–0 | 1–0 | 0–1 | 4–2 | 2–1 | 0–0 | 6–2 | 3–1 | —   | 0–0 |
| Real Zaragoza      | 1–0 | 1–0 | 0–2 | 2–0 | 3–0 | 2–0 | 1–1 | 0–1 | 2–2 | 0–0 | 0–1 | 0–0 | 1–3 | 1–1 | 2–0 | 4–0 | 0–1 | 2–1 | 2–2 | —   |

## Máximos goleadores (Trofeo Pichichi)
La Primera División contó esta temporada con los mejores goleadores del momento, entre ellos, los tres primeros clasificados en la última Bota de Oro: Hugo Sánchez, Hristo Stoichkov y Gerhard Rodax, así como Toni Polster (Bota de Oro en 1987), Dorin Mateuţ (Bota de Oro en 1989) o Baltazar (Bota de Bronce en 1989). En una atípica temporada en la que ningún jugador alcanzó la veintena de tantos, Emilio Butragueño logró el Trofeo Pichichi con el mejor registro anotador de su carrera: 19 goles.

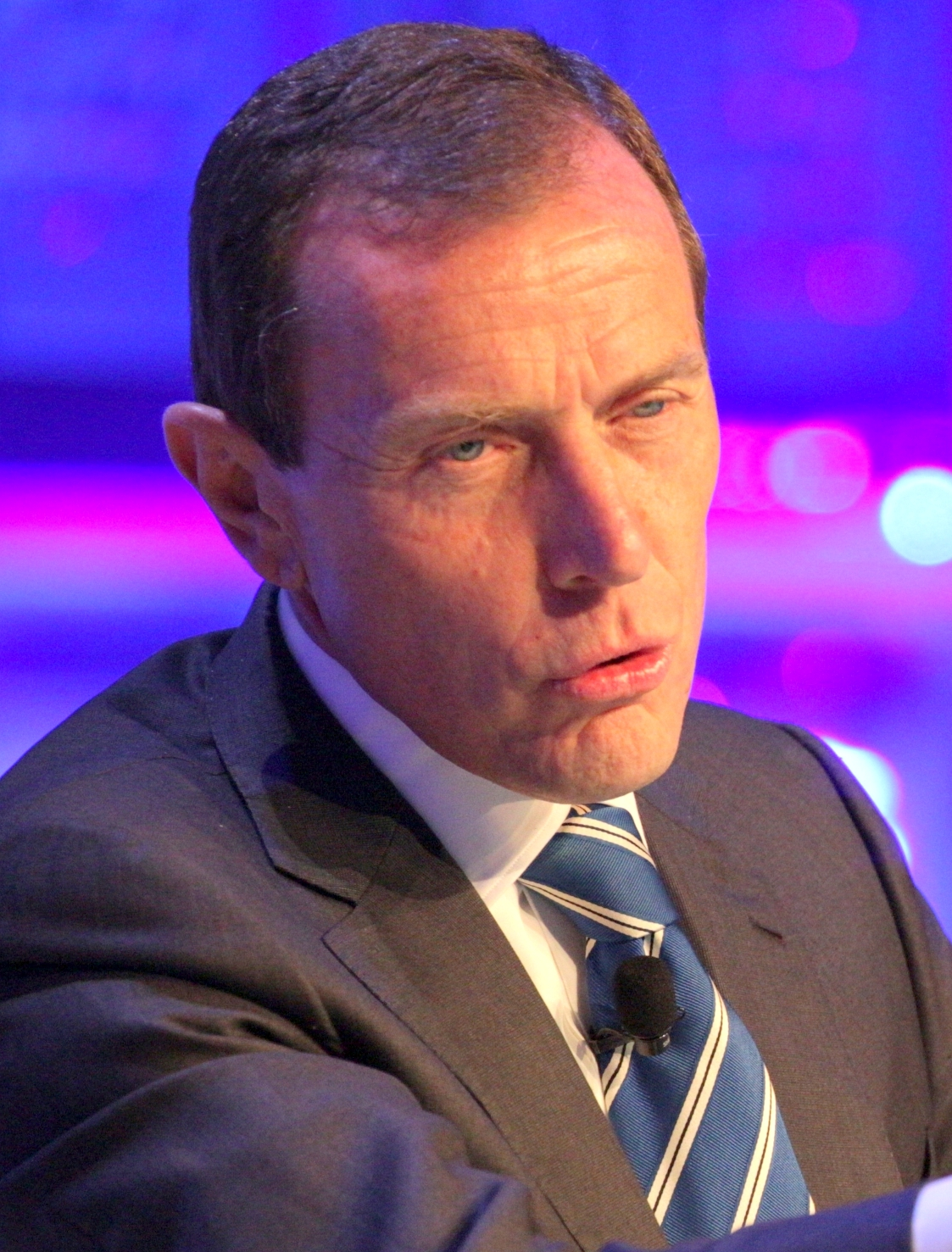
Emilio Butragueño

| Pos. | Jugador                  | Equipo                  | Goles |
| ---- | ------------------------ | ----------------------- | ----- |
| 1º   | Emilio Butragueño        | Real Madrid C. F.       | 19    |
| 2.º  | John Aldridge            | Real Sociedad de F.     | 17    |
| 3.º  | Manuel Sánchez, 'Manolo' | Club Atlético de Madrid | 16    |
|      | Milan Luhový             | Real Sporting de Gijón  | 16    |
| 5.º  | Gregorio Fonseca         | Real Valladolid C. F.   | 14    |
|      | Luis Enrique Martínez    | Real Sporting de Gijón  | 15    |
|      | Pepe Mel                 | Real Betis Balompié     | 14    |
|      | Hristo Stoichkov         | F. C. Barcelona         | 14    |
|      | Ernesto Valverde         | Athletic Club           | 14    |
| 10.º | José Mari Bakero         | F. C. Barcelona         | 13    |
|      | Jan Urban                | C. A. Osasuna           | 13    |

## Otros premios

### Trofeo Zamora
Abel Resino ganó el Trofeo Zamora al encajar 17 goles en 33 partidos de liga, el mejor promedio (0,51) de la historia de la Primera División, hasta la fecha. El guardameta del Atlético de Madrid estableció, además, un récord mundial de imbatibilidad, con 1.275 minutos sin recibir un gol.

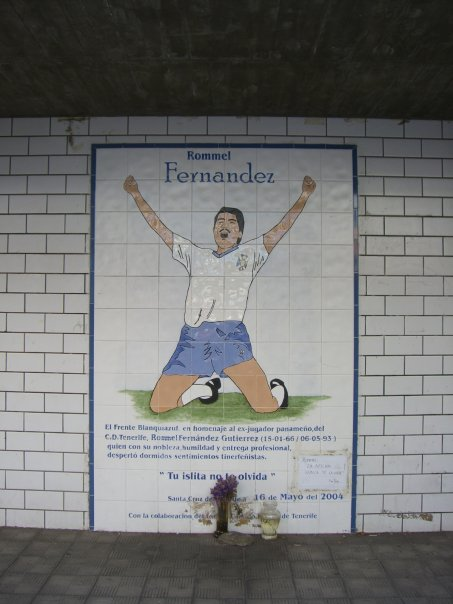
Tributo a Rommel en Tenerife.

| Pos. | Jugador              | Equipo                  | Goles | Partidos | Promedio |
| ---- | -------------------- | ----------------------- | ----- | -------- | -------- |
| 1.º  | Abel Resino          | Club Atlético de Madrid | 17    | 33       | 0,51     |
| 2.º  | Agustín Elduayen     | Real Burgos C. F.       | 22    | 34       | 0,65     |
| 3.º  | Víctor Manuel García | Real Oviedo             | 19    | 28       | 0,68     |
| 4.º  | Andoni Zubizarreta   | F. C. Barcelona         | 33    | 38       | 0,87     |
| 5.º  | Juan Garrido Canales | C. D. Logroñés          | 26    | 29       | 0,89     |

1. ↑  Partidos en los que el guardamenta disputó, como mínimo, 60 minutos.

### Trofeo EFE
La agencia de noticias EFE instauró esta temporada un premio anual destinado a los mejores futbolistas de América Latina en Primera División, de acuerdo a las puntuaciones otorgadas de sus redactores en cada jornada. El delantero panameño del CD Tenerife fue el primer ganador.
| Pos. | Jugador          | Equipo         | Puntos |
| ---- | ---------------- | -------------- | ------ |
| 1º   | Rommel Fernández | C. D. Tenerife | 180    |
| 2.º  | Iván Zamorano    | Sevilla F. C.  | 165    |
|      | Gilson           | C. D. Logroñés | 161    |

### Premios Don Balón
- Mejor equipo:  F. C. Barcelona
- Mejor jugador / Número 1 Ranking Don Balón: Jon Andoni Goikoetxea (F. C. Barcelona)
- Mejor jugador español:  Jon Andoni Goikoetxea (F. C. Barcelona)
- Mejor jugador extranjero:  Bernd Schuster (Atlético de Madrid)
- Mejor promesa: Luis Enrique Martínez (Sporting)
- Mejor veterano: José Ramón Alexanko (F. C. Barcelona)
- Mejor pasador: Jon Andoni Goikoetxea (F. C. Barcelona)
- Mejor entrenador: Johan Cruyff (F. C. Barcelona)
- Mejor árbitro: Ildefonso Urízar Azpitarte
- Mejor directivo: José Luis Núñez (F. C. Barcelona)